# Elmar Borrmann
Elmar Borrmann (n. 18 ianuarie 1957, Stuttgart, Germania) este un scrimer german, medaliat olimpic. A participat la 4 ediții ale Jocurilor Olimpice (1984, 1988, 1992, 1996) în care a câștigat o medalie de aur și o medalie de argint.